# NGC 6750
NGC 6750 is een spiraalvormig sterrenstelsel in het sterrenbeeld Draak. Het hemelobject werd op 10 september 1885 ontdekt door de Amerikaanse astronoom Lewis A. Swift.

## Synoniemen
- UGC 11389
- MCG 10-27-6
- ZWG 302.8
- KAZ 282
- IRAS 18598+5905
- PGC 62671